# Aviraptor longicrus
Aviraptor longicrus — викопний вид хижих птахів родини яструбових (Accipitridae), що існував в Європі у пізньому олігоцені (31-30 млн років тому). Викопні рештки птаха знайдено в Польщі (село Ямна Долішня на південному сході країни).